# Sergiusz Toll
Sergiusz Toll (ur. 22 listopada 1893 w Warszawie, zm. 19 grudnia 1961 w Katowicach) – polski lepidopterolog, specjalista w dziedzinie rodziny Coleophoridae, doktor nauk prawnych.

## Życiorys

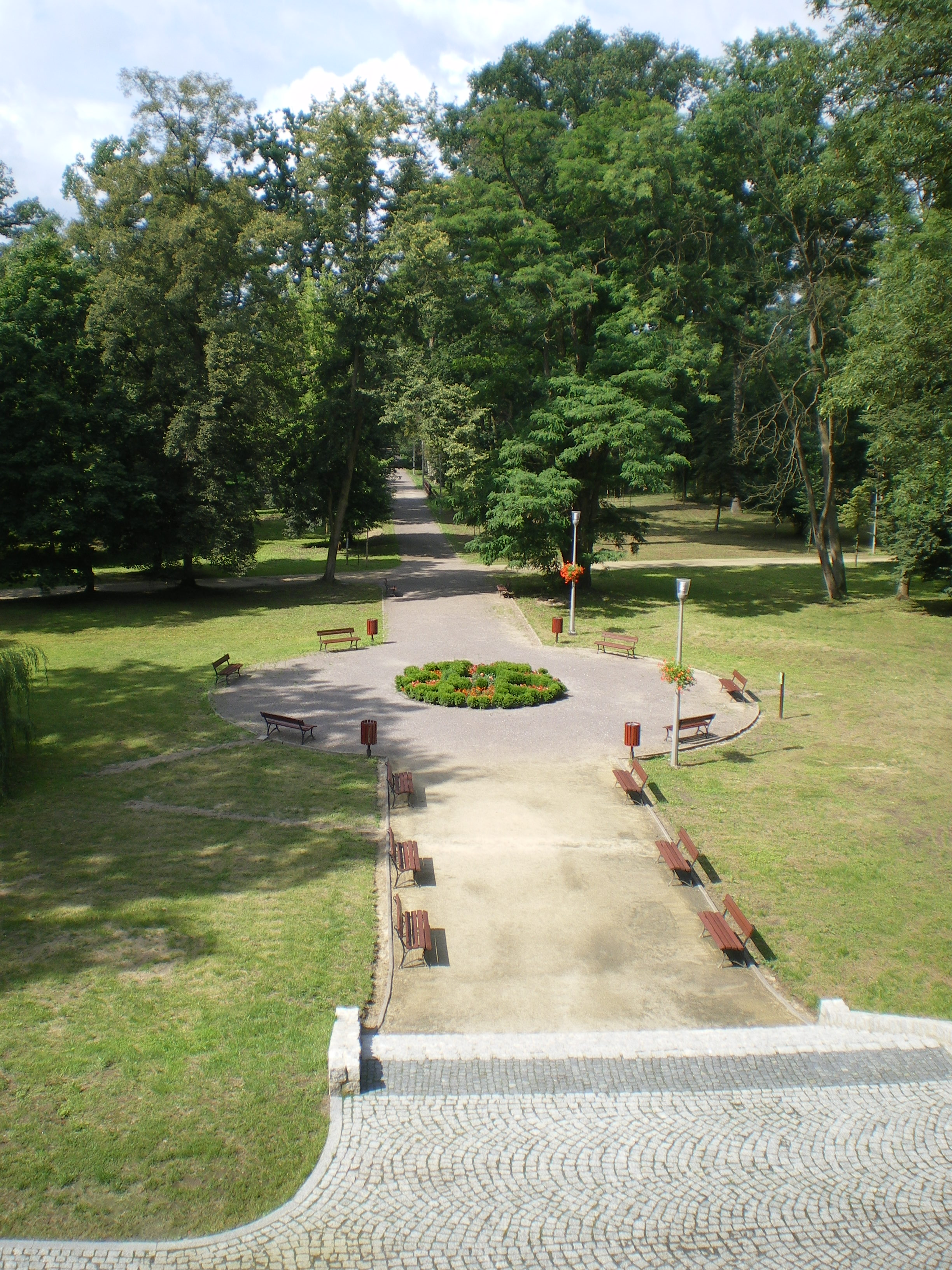
Park przy zamku w Uniejowie (2008)

Pochodził z rodziny szlacheckiej o korzeniach holenderskich, miał tytuł hrabiowski (generał Karl Wilhelm von Toll otrzymał ten tytuł oraz zamek w Uniejowie od cara Mikołaja I za jego pomoc w stłumieniu powstania listopadowego); jego rodzina była właścicielem zamku w Uniejowie oraz majątku w Stemplewie (miejsce zamieszkania Sergiusza, własność jego matki) do końca I wojny światowej. Jego ojcem był Aleksander Toll, wnuk generała Karola Wilhelma grafa von Tolla osiadłego w Estonii, przedstawiciel linii rodu nazywanej Arroküll, matką – Adelajda (lub Anna) z Sommerów. Miał czworo starszego rodzeństwa: Annę (ur. 1876), Aleksandra (ur. 1877), Eugeniusza (ur. 1880) oraz Zinaidę. W domu rodzinnym miał styczność ze zwierzętami, gdyż hodowano ptaki, złote rybki i wiewiórki. Motylami zainteresował się w wieku 6 lat, obserwował je m.in. w parku przy zamku w Uniejowie. Ukończył szkołę średnią w Warszawie. Przed wybuchem I wojny światowej za poleceniem rodziców rozpoczął studia prawnicze na Uniwersytecie Warszawskim, w 1914 roku wyjechał do Rosji, gdzie została ewakuowana ta uczelnia, w Rostowie nad Donem kontynuował studia prawnicze oraz studiował nauki przyrodnicze, tamże ukończył studia biologiczne. Uzyskał stopień doktora nauk prawniczych w 1918 roku na Uniwersytecie w Rostowie nad Donem. Badał wówczas motyle rejonu Rostowa nad Donem. Pierwsze małżeństwo zawarł z Wandą, która została później pochowana w tzw. kaplicy grobowej w Orzeszkowie-Kolonii.

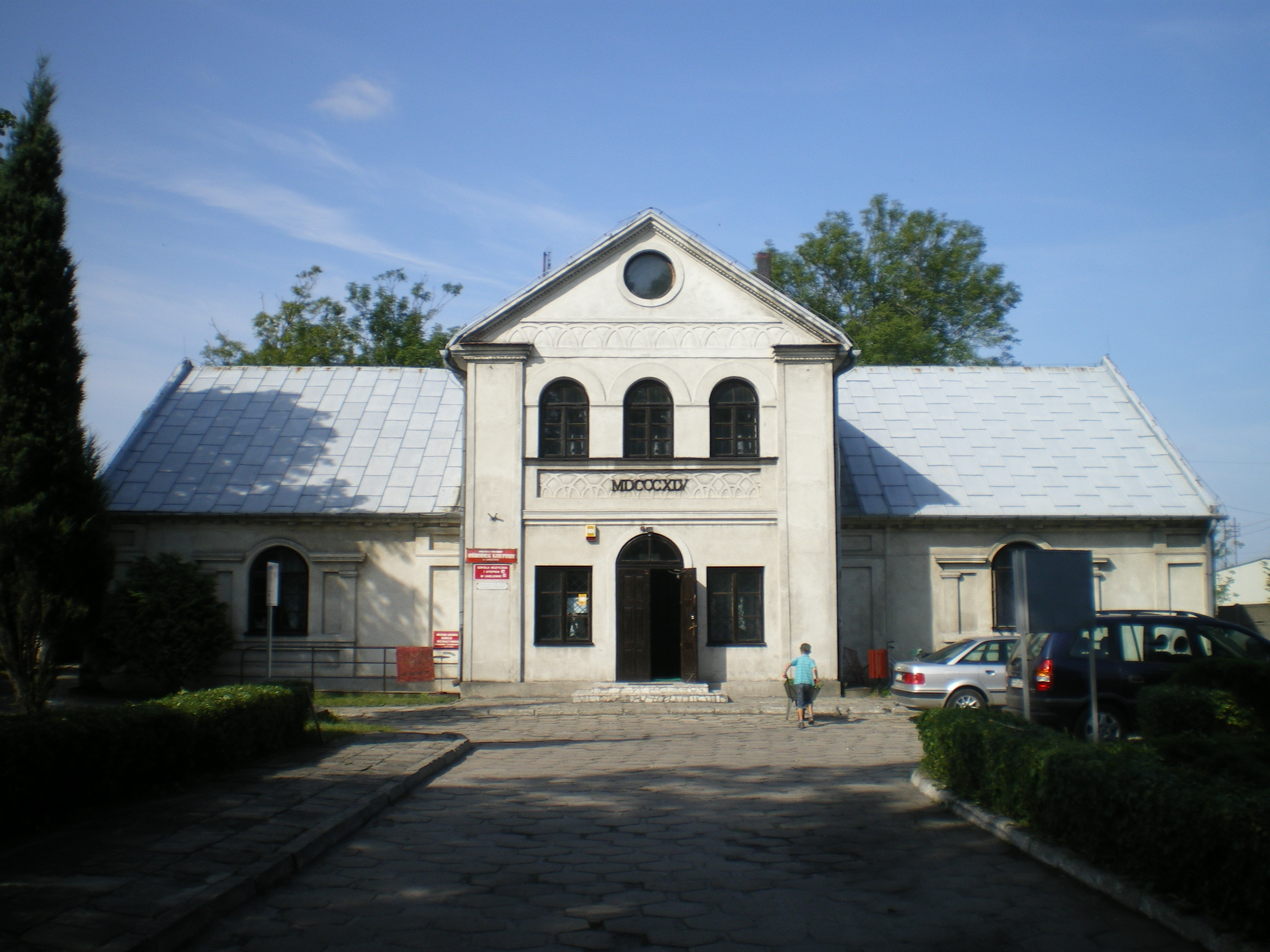
Dwór w Uniejowie, własność rodziców Józefiny Hoffmeister, żony Sergiusza Tolla (2008)

Po I wojnie światowej zamek w Uniejowie i majątek w Stemplewie zostały upaństwowione, a rodzice Sergiusza Tolla zamieszkali w 1920 roku w Bydgoszczy. W 1924 roku powrócił do Polski (według innych źródeł wrócił do kraju w 1919 lub 1918 roku) i w tymże roku poślubił Józefinę Hoffmeister, córkę Józefa i Wacławy, którzy byli właścicielami dworu w Uniejowie (obecny budynek Miejsko-Gminnego Ośrodka Kultury). Sergiusz wraz z żoną Józefiną przyjechał do Bydgoszczy około 1924 roku w willi przy ul. Cichej 1, gdzie mieszkał do 1937 roku. W marcu 1927 roku urodziła mu się córka Adelajda. W latach 1930–1931 pracował jako praktykant w Państwowym Instytucie Naukowym Gospodarstwa Wiejskiego przy Placu Józefa Weyssenhoffa w Bydgoszczy, gdzie otrzymywał wynagrodzenie z funduszy specjalnych Ministerstwa Rolnictwa. W latach 1930–1934 badał polską lepidopterofaunę okolic Beskidów Lesistych. W 1931 roku został członkiem Polskiego Towarzystwa Entomologicznego; założył Górnośląski Oddział tejże organizacji i był jego pierwszym przewodniczącym w latach 1957–1961.

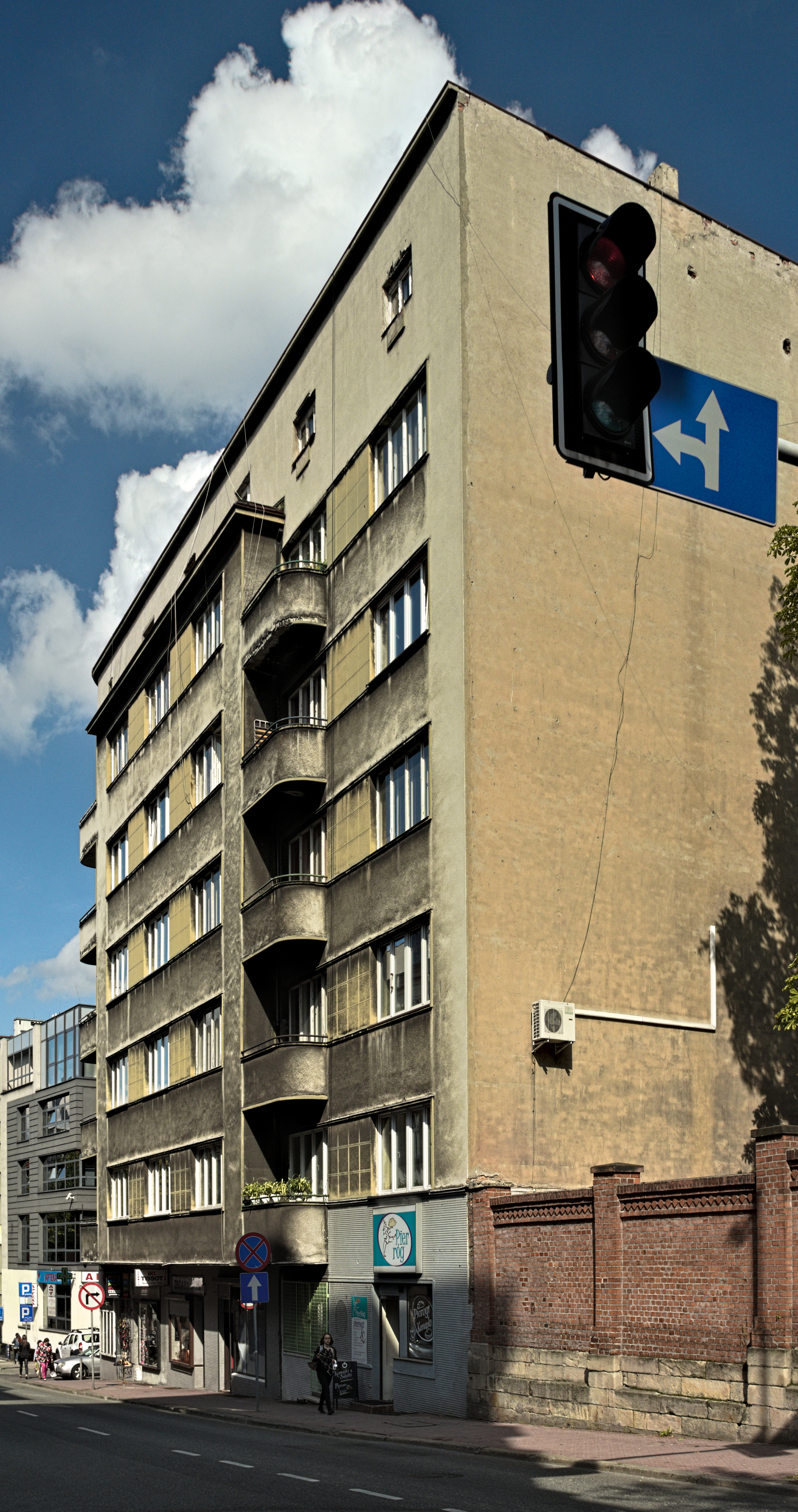
Budynek przy ul. ks. Józefa Szafranka 1, gdzie przez wiele lat Sergiusz Toll mieszkał i pracował (2019)

Od 1937 roku mieszkał w Katowicach, gdzie przyjechał na zaproszenie profesora Tadeusza Dobrowolskiego do pracy w budowanym wówczas Muzeum Śląskim. Jego pracownia znajdowała się przy ul. ks. Józefa Szafranka 1 w Katowicach, gdzie mieszkał z żoną i jedynym dzieckiem, córką Adelajdą. Jego żona była radną w Bogucicach, pomagała mu w pracy nad materiałem badawczym. Przyjaźnił się z Adamem Didurem. Jego uczniami byli m.in. polscy lepidopterolodzy: Stanisław Błeszyński, Józef Razowski oraz Tadeusz Riedl.
Od 1938 roku był członkiem (współpracownikiem) Komisji Fizjograficznej Polskiej Akademii Umiejętności w Krakowie. Od 12 do 18 sierpnia 1939 roku przebywał na Podolu, gdzie dokonał obfitych połowów motyli. II wojnę światową przeżył jako prawosławny Rosjanin; zbierał wówczas motyle na Podolu. Pracował też w Oberschlesisches Landesmuseum w Bytomiu (gdzie opiekował się m.in. zbiorami przeniesionymi z katowickiego muzeum) oraz uczył w szkole. W latach 1945–1947 był kierownikiem Referatu Ochrony Przyrody w Dyrekcji Lasów Państwowych w Katowicach.
Został powołany na członka kolegium redakcyjnego międzynarodowej serii wydawniczej Microlepidoptera Palaearctica, miał opracować rodzinę Coleophoridae do tejże edycji; wiosną 1962 roku miał udać się do Londynu. Niemal ukończył monografię Coleophoridae wraz z jej nowym układem systematycznym o objętości 1500 stron maszynopisu z 5000 rysunków. Był członkiem honorowym kilku zagranicznych towarzystw naukowych.
Zmarł nagle na niewydolność serca po operacji zapalenia wyrostka robaczkowego w szpitalu w Katowicach. Został pochowany na cmentarzu przy ul. Francuskiej w Katowicach, w głównej alei. Potomkowie Sergiusza i Józefiny mieszkają w Katowicach.

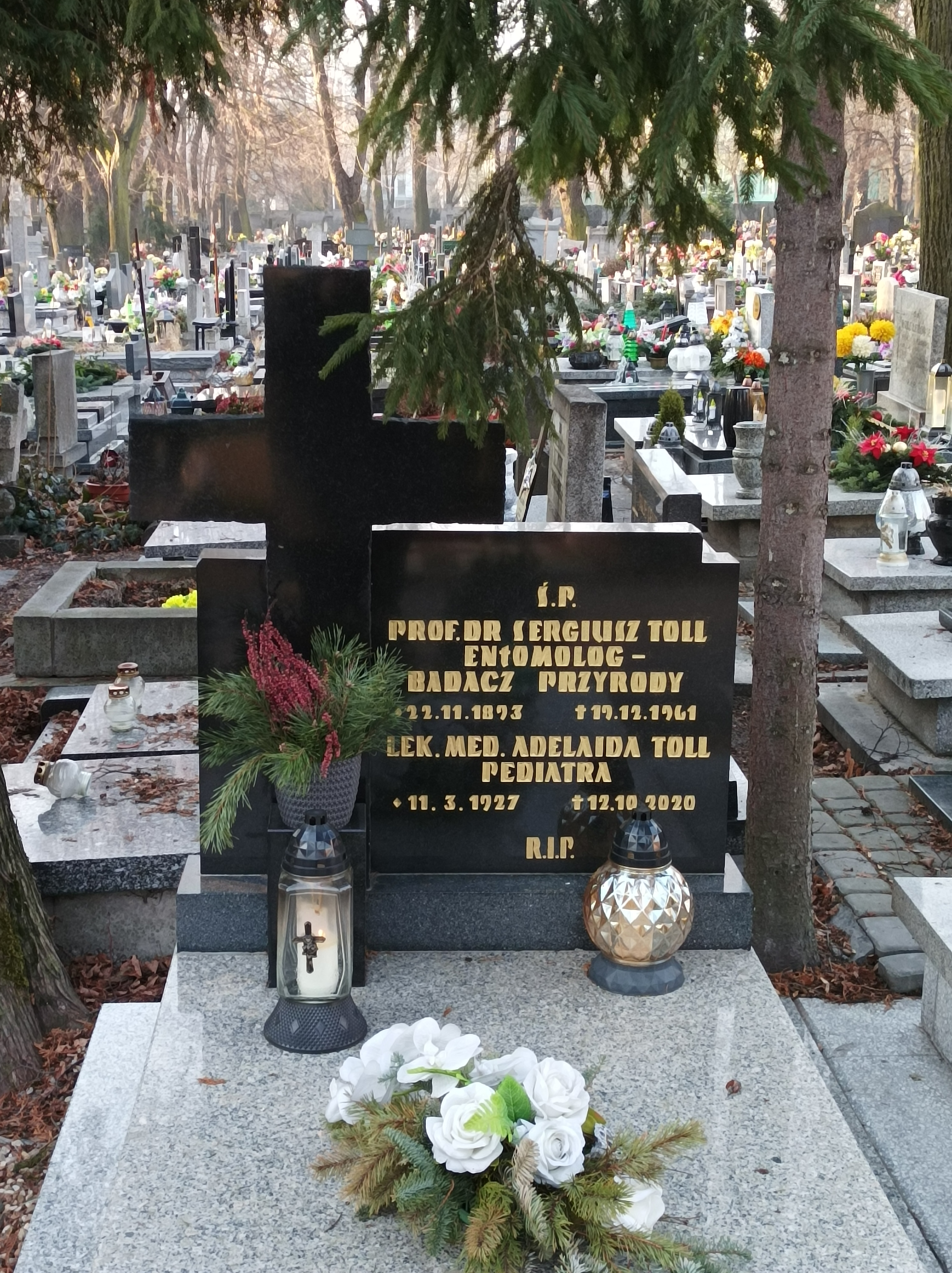
Grób prof. Sergiusza Tolla na cmentarzu przy ul. Francuskiej w Katowicach

## Nagrody
- Wielki srebrny medal na I Pomorskiej Wystawie Rolnictwa w Grudziądzu (1925)[4]

## Działalność naukowa

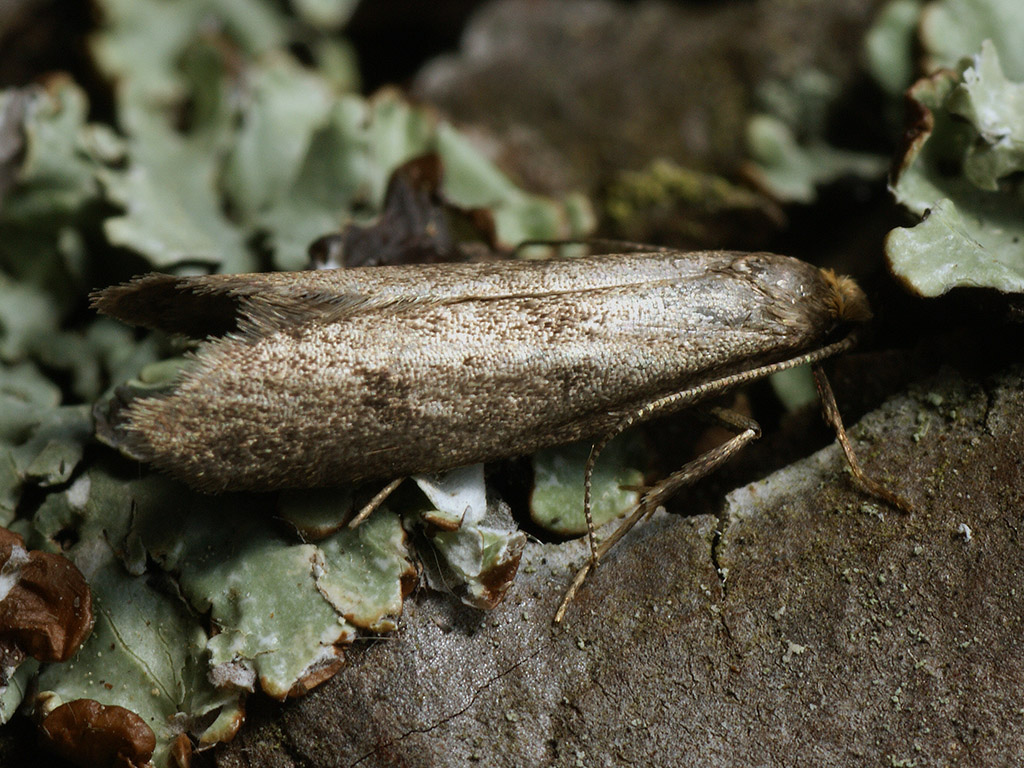
Agnoea josephinae, jeden z motyli odkrytych i opisanych przez Sergiusza Tolla

W swoich badaniach zajmował się m.in. systematyką, taksonomią oraz biogeografią motyli z grupy Microlepidoptera. Od 1929 roku specjalizował się w badaniu rodzin motyli Tortricidae i Nepticulidae. Od 1939 roku prowadził przez 23 lata badania nad motylami z rodziny Coleophoridae, początkowo z obszaru Polski, następnie z obszaru niemal całej Palearktyki. Jako pierwszy na świecie odkrył żyworodność u niektórych gatunków tejże rodziny. Na szeroką skalę prowadził hodowlę gąsienic w domu, również podczas II wojny światowej. Połowy motyli prowadził m.in. w Dolinie Trzech Stawów czy na cmentarzu przy ul. Francuskiej.
Opisał ponad 200 nowych gatunków motyli (niektóre źródła podają dokładną liczbę 279 nowych gatunków, oznaczanych skrótem Toll, np. Aethes adelaidae, Epiblema baligrodana czy Epiblema petasitis, niektóre wykazał z terenu Katowic), w większości z rodziny Coleophoridae, dokonał opracowań faunistycznych wybranych regionów Polski.
Zgromadził dużą kolekcję owadów, głównie motyli, które zbierał m.in. w okolicach Warszawy, Rostowa nad Donem, rodzinnego Stemplewa, w ostatnich latach życia w Bieszczadach i Pieninach; około 40 000 egzemplarzy podarowanych muzeum miejskiemu w Rostowie nad Donem przez Sergiusza Tolla znalazło się w Uniwersytecie w Rostowie nad Donem, a około 100 000 egzemplarzy trafiło do Muzeum Przyrodniczego Instytutu Systematyki i Ewolucji Zwierząt PAN, zdaniem Alexeya Diakonoffa jest to najlepsza polska kolekcja motyli. Podczas pobytu w Bydgoszczy zgromadził około 12 tysięcy motyli i 8 tysięcy jaj ptaków. Łącznie zgromadził 12 tysięcy ptasich jaj. Niektóre zbiory znajdują się także w Dziale Przyrody Muzeum Górnośląskiego w Bytomiu. Część preparatów znajduje się w zbiorach prywatnych.
Jego zainteresowania naukowe obejmowały również prostoskrzydłe, sieciarki, kózki, ponadto poruszał tematykę łowiecką i zagadnienia ochrony przyrody.

### Publikacje
W 1919 roku ukazała się jego praca poświęcona motylom z rejonu Rostowa nad Donem pt. Noctuidae okolic Rostowa nad Donem. Wydał 90 lub 91 publikacji naukowych, z czego 6 to zeszyty kluczy do oznaczania motyli z rodziny Coleophoridae. Jego artykuły na temat narządów rozrodczych motyli z tejże rodziny opublikowane zostały w naukowych czasopismach austriackich, egipskich, francuskich, szwajcarskich, niemieckich, polskich, szwajcarskich i włoskich. Ogłosił klucze do rozpoznawania rodzin: Douglasiidae, Eriocraniidae, Glyphipterygidae, Hepialidae, Micropterigidae, Oecophoridae i Tischeriidae (zob. Tischerioidea).
Istotnymi publikacjami Sergiusza Tolla były m.in.:
- Eupistidae (Coleophoridae) Polski[1] (1952[2][5])
- Materiały do znajomości palearktycznych gatunków rodziny Coleophoridae (Lepidoptera)[1] (1962, „Acta Zoologica Cracoviensia” 7) – 200-stronicowa praca, w założeniu pierwsza część rewizji tejże rodziny w obrębie Palearktyki[5]